# Celtia
Celtia is een geslacht van kreeftachtigen uit de klasse van de Ostracoda (mosselkreeftjes).

## Soorten
- Celtia biflexa (Terquem, 1878) Mostafawi, 1989
- Celtia blizhnii Brouwers, 1993
- Celtia cephalonica (Uliczny, 1969) Neale, 1973 †
- Celtia clatrata Miculan, 1992 †
- Celtia emaciata (Brady, 1867) Whatley & Maybury, 1988
- Celtia japonica Ishizaki, 1981
- Celtia palmensis Brouwers, 1993
- Celtia pointmanbiensis Brouwers, 1993
- Celtia pseudoertlii (Hu, 1982)
- Celtia quadridentata (Baird, 1850) Neale, 1973
- Celtia rugosa (Terquem, 1878) Mostafawi, 1989